# Peter August Poelchau

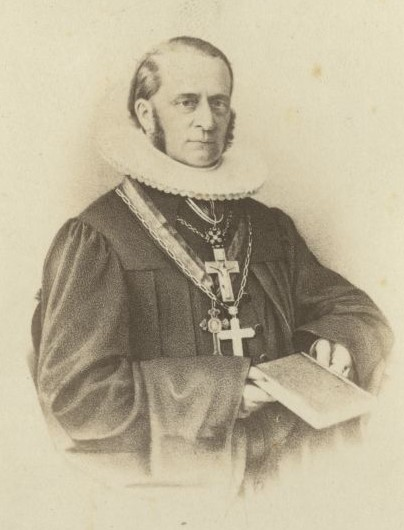
Peter August Poelchau

Peter August Poelchau (* 16. Augustjul. / 28. August 1803greg. in Sunzel, Gouvernement Livland; † 15. Dezemberjul. / 27. Dezember 1874greg. in Riga) war ein deutsch-baltischer Theologe und lutherischer Bischof.

## Leben
In Livland geboren besuchte Poelchau ab 1817 das Kaiserliche Lyzeum in Riga und studierte von 1822 bis 1824 Theologie an der Kaiserlichen Universität Dorpat. Hier gehörte er zu den Gründern der Fraternitas Rigensis. Nach einer Tätigkeit als Hauslehrer in Riga setzte er seine Studien ab 1826 an der Universität Halle fort. In Tübingen promovierte er zum Dr. phil. 1828 wurde er Pastor-Adjunkt in Riga, 1831 Diakon am Dom zu Riga, 1838 Archidiakon an der Petri-Kirche, 1843 Oberpastor am Dom und 1848 Oberpastor an der Petri-Kirche. Ab 1849 fungierte er auch als Superintendent und Vizepräses des Rigaschen Stadtkonsistoriums und des Schulkollegiums. Im März 1874 wurde er zum Bischof ernannt, starb aber bereits im Dezember des Jahres.
Er war verheiratet mit  Charlotte Dorothea, geb. Hielbig. Der Pädagoge und Historiker Arthur Poelchau war ein Sohn des Paares.

## Auszeichnungen
- Goldenes Prediger-Brustkreuz (1853)[2]
- Krimkrieg-Medaille (1857)
- Kreuz zum Gedächtnis des vaterländischen Krieges von 1853 bis 1856 (1857)
- Sankt-Stanislaus-Orden, 2. Klasse[3]